# New England Patriots
New England Patriots este o echipă de fotbal american cu sediul în zona metropolitană a orașului Boston. Joacă meciurile de acasă pe Gillette Stadium din Foxborough, Massachusetts. Echipa face parte din Divizia de Nord a American Football Conference (AFC) din National Football League (NFL).
Un membru fondator al American Football League (AFL), Patriots s-au alăturat NFL la fuzionarea ligilor. Echipa s-a calificat în play-off de patru ori înainte să ajungă în Super Bowl XX în ianuarie 1986 și să piardă în fața echipei Chicago Bears. Echipa a apărut și în Super Bowl XXXI în ianuarie 1997, pierzând în fața echipei Green Bay Packers.
În 2000, Bill Belichick a fost numit antrenor al echipei și l-a selecționat din draft pe quarterback-ul Tom Brady de pe poziția 199. A urmat o perioadă de glorie pentru Patriots care au devenit una dintre cele mai de succes echipe din istoria NFL câștigând trei Super Bowl în patru ani (2001, 2003 și 2004) și în total șase titluri în această epocă Belichick-Brady considerată una dintre cele mai de succes dinastii din sporturile americane.
În 2007, Patriots au terminat sezonul cu bilanțul perfect de 16-0, dar au pierdut în Super Bowl, așadar terminând cu bilanțul general de 18-1.
Patriots dețin recordurile de cele mai multe victorii în Super Bowl (6, la egalitate cu Pittsburgh Steelers), prezențe (11) și înfrângeri (5, la egalitate cu Denver Broncos)